# Ehsan Jami
Ehsan Jami (Persiano: احسان جامی; Mashhad, 20 aprile 1985) è un politico iraniano naturalizzato olandese.
È membro del consiglio comunale di Leidschendam-Voorburg per il Partito del lavoro. Nel 2007 è stato cofondatore del Centraal Comité voor Ex-moslims ("Comitato centrale degli ex-musulmani").

## Biografia
Ehsan Jami è nato il 20 aprile 1985 a Mashhad, in Iran. Il padre è un medico, la madre una convertita al Cristianesimo da adulta. Come figlio di un medico, Jami aveva notevoli privilegi nella Repubblica Islamica dell'Iran. In una intervista ha affermato: "I miei nonni erano musulmani, ma mio padre non era religioso e mi ha permesso di cercare la mia verità." In un'altra intervista ha però descritto il padre come un musulmano.. L'impegno politico del padre di Jami costrinsero la famiglia a lasciare il paese e così con i genitori e la sorella maggiore, a nove anni Jami giunse nei Paesi Bassi (1994) dove ottenne la nazionalità olandese.

### Carriera
Jami ha studiato scienze gestionali in Olanda e dal 2003 ha aderito al Partito dei lavoratori venendo eletto nel marzo 2006 al consiglio comunale di Leidschendam-Voorburg.
Dopo gli attentati dell'11 settembre 2001, Jami cominciò a leggere il Corano e le ʾaḥādīth prendendo coscienza di non potervisi identificare. Jami criticava Maometto, definendolo un "criminale". Insieme a Loubna Berrada (fondatore del "Advisory Committee for Integration", corrente conservatrice del Partito liberale), Jami ha fondato il Centraal Comité voor Ex-moslims ("Comitato centrale degli ex musulmani") nel 2007, organizzazione appoggiata da Afshin Ellian che si propone di aiutare gli apostati dell'Islam. Berrada abbandonò l'organizzazione poco dopo la fondazione perché reputava che Jami sfidava troppo l'Islam in sé: "Io non intendo confrontarmi con l'Islam in quanto tale. Io voglio solo diffondere l'idea che i musulmani dovrebbero poter lasciare l'Islam senza essere minacciati"
Il 4 agosto 2007 Jami è stato assalito nella città di Voorburg da tre sconosciuti. L'episodio è stato collegato alle attività del comitato. L'ufficio di coordinamento nazionale antiterrorismo, l'ufficio della procura e la polizia durante una riunione del successivo 6 agosto hanno deliberato che la necessità di "misure aggiuntive" per la protezione di Jami.